# Cornelius Metten
Cornelius Metten (* 7. November 1774 in Andernach; † 27. Juli 1838 in Kelberg) war ein preußischer Kreisdeputierter, Bürgermeister und Landrat.

## Leben und Herkunft
Cornelius Metten war ein Sohn von Stephan Metten und dessen Ehefrau Anna Catharina, geborene Proff. Nach Ende seiner schulischen Ausbildung am Progymnasium Andernach war er ab 1807 mit 33 Jahren Bürgermeister der Mairie Barweiler im Kanton Adenau im Ersten Französischen Kaiserreich, ein Amt das die Beherrschung der Französischen Sprache voraussetzte. Von 1809 bis 1812 war er Kantonsvorsteher im Kanton Ulmen im Arrondissement de Bonn zu der die Mairien Ulmen und Kelberg gehörten und vom 16. Mai 1814 bis zum 27. Juli 1838 war er Bürgermeister der preußischen Amtsbürgermeisterei Kelberg. Am 21. Dezember 1819 meldete er die Fertigstellung der Chronik der Amtsbürgermeisterei Kelberg an den Landrat von Adenau Willibrord Köller, die jedoch nicht auf seine Initiative, sondern auf den Beschluss der preußischen Regierung von 1917 basierte, nach der von den Behörden allgemein die Erstellung von Ortschroniken gefordert wurde. Im Jahr 1829 war Metten als Kreisdeputierter auftragsweise Landrat des Kreises Adenau. Als es im Jahr 1832 zu einem Aufstand der Bauern in der Kelberger Pfarrkirche während der Heiligen Messe gekommen und der Pfarrer tätlich angegriffen worden war, flüchtete Bürgermeister Metten und hielt sich mehrere Tage, angeblich im Hochpochtener Wald bei Ulmen auf. Metten verstarb 63-jährig am 27. Juli 1838 in Kelberg.

## Familie
Cornelius Metten heiratete am 13. September 1807 in Virneburg Agnes Schmitz aus Retterath (* 22. März 1776 in Trier).